# Moses Wright
Moses Anthony Wright (Raleigh, Carolina del Norte, 23 de diciembre de 1998) es un baloncestista estadounidense que pertenece a la plantilla de los Olympiacos BC de la A1 Ethniki de Grecia. Con 2,06 metros de estatura, juega en la posición de ala-pívot.

## Trayectoria deportiva

### Universidad
Jugó cuatro temporadas con los Yellow Jackets del Instituto de Tecnología de Georgia, en las que promedió 10,2 puntos, 5,5 rebotes, 1,1 asistencias y 1,0 tapones por partido. En su último año promedió 17,4 puntos, 8 rebotes, 2,3 asistencias, 1,5 robos y 1,6 tapones por partido, lo que le valió para ser elegido Jugador del Año de la Atlantic Coast Conference e incluido en los mejores quintetos absoluto y defensivo de la conferencia.

#### Estadísticas
| Año     | Equipo       | PJ  | PT | MPP  | %TC  | %3P  | %TL  | RPP | APP | ROB | TPP | PPP  |
| ------- | ------------ | --- | -- | ---- | ---- | ---- | ---- | --- | --- | --- | --- | ---- |
| 2017–18 | Georgia Tech | 25  | 10 | 16.6 | .307 | .065 | .543 | 3.4 | .7  | .6  | .5  | 3.6  |
| 2018–19 | Georgia Tech | 30  | 21 | 18.5 | .470 | .208 | .489 | 3.7 | .8  | .4  | .6  | 6.7  |
| 2019–20 | Georgia Tech | 31  | 31 | 30.4 | .530 | .241 | .617 | 7.0 | .9  | .6  | 1.1 | 13.0 |
| 2020–21 | Georgia Tech | 25  | 25 | 35.3 | .532 | .414 | .658 | 8.0 | 2.3 | 1.5 | 1.6 | 17.4 |
| Total   | Total        | 111 | 87 | 25.2 | .492 | .230 | .604 | 5.5 | 1.1 | .8  | 1.0 | 10.2 |

### Profesional
Tras no ser elegido en el Draft de la NBA de 2021, se unió a los New Orleans Pelicans para dispitar las Ligas de Verano de la NBA, con los que promedió promedió 7,2 puntos, 4,4 rebotes y 1,4 tapones por partido. El 27 de septiembre de 2021 firmó contrato con Los Angeles Clippers, pero fue despedido el 14 de octubre. El 27 de octubre firmó con Agua Caliente Clippers como jugador afiliado. En 13 partidos promedió 13,5 puntos y 8,5 rebotes en 29,7 minutos.
El 21 de diciembre de 2021, Wright firmó un contrato de 10 días con Los Angeles Clippers, tras el cual regresó a la disciplina del filial, habiendo disputado su primer encuentro en la NBA con el primer equipo, el 22 de diciembre ante Sacramento Kings.
El 24 de febrero de 2022, firma un contrato dual con Dallas Mavericks.
El 28 de julio de 2022 firmó con los Zhejiang Golden Bulls de la Chinese Basketball Association.
El 16 de diciembre de 2023 firmó con el Merkezefendi Belediyesi Denizli Basket de la Basketbol Süper Ligi con los que en tan solo 5 partidos lograría promediar 26,4 puntos y 8,4 rebotes.
El 26 de enero de 2024, firma un contrato hasta junio de 2025 con Olympiacos BC de la A1 Ethniki tras la lesión del pívot serbio Nikola Milutinov.

## Estadísticas de su carrera en la NBA

### Temporada regular
| Año     | Equipo        | PJ | PT | MPP | %TC  | %3P  | %TL   | RPP | APP | ROB | TPP | PPP |
| ------- | ------------- | -- | -- | --- | ---- | ---- | ----- | --- | --- | --- | --- | --- |
| 2021-22 | L.A. Clippers | 1  | 0  | 1.0 | -    | -    | -     | .0  | 1.0 | .0  | .0  | .0  |
| 2021-22 | Dallas        | 3  | 0  | 4.3 | .250 | .000 | 1.000 | 1.0 | .3  | .0  | .3  | 1.7 |
| Total   | Total         | 4  | 0  | 3.5 | .250 | .000 | 1.000 | .5  | .3  | .0  | .3  | 1.3 |